# 法尔格
法尔格（法語：Fargues，法語發音：[faʁɡ]）是法国吉伦特省的一个市镇，属于朗贡区。

## 地理
法尔格（44°32'9"N, 0°17'48"W）面积15.41 平方千米，位于法国新阿基坦大区吉倫特省，该省份为法国西南部沿海省份，是法國本土面积最大的省，北起滨海夏朗德省，西临大西洋，南至朗德省，东南接洛特-加龍省，东临多爾多涅省。
与法尔格接壤的市镇（或旧市镇、城区）包括：图莱讷、朗贡、莱奥雅茨、普雷尼亚克、罗阿扬、索泰尔讷。

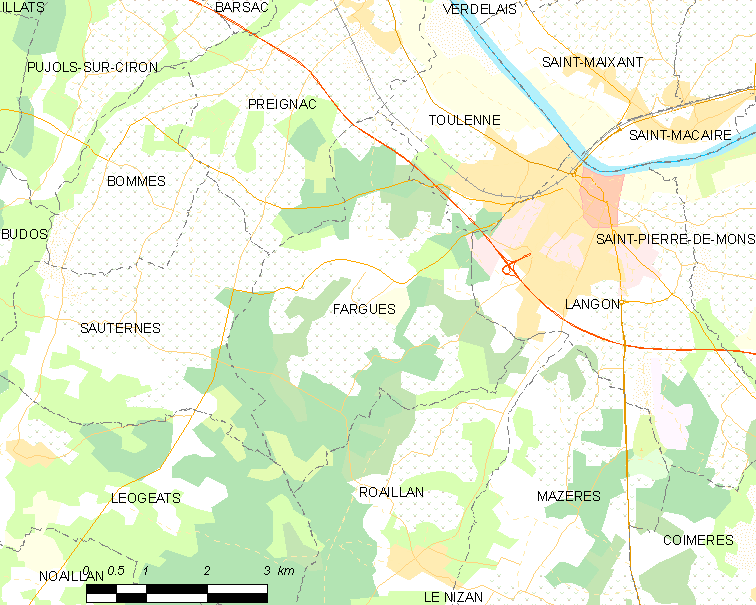
法尔格的OSM定位图

法尔格的时区为UTC+01:00、UTC+02:00（夏令时）。

## 行政
法尔格的邮政编码为33210，INSEE市镇编码为33164。

## 政治
法尔格所属的省级选区为南吉伦特县。

## 人口

1962-2008年间法尔格人口变化图示

法尔格于2022年1月1日时的人口数量为1634人。